# 張統
張統（？—？），魏晉人物，東漢末至三國時代曹魏將領张辽之孙，張虎之子。父亲张虎去世后，張統奉詔繼襲父爵晉陽侯，晉代魏時爵除。
晉愍帝建興元年（313年），據有樂浪、帶方二郡的張統因不堪長期孤軍與高句麗王乙弗利作戰，在樂浪人王遵勸說下，統領民眾千餘家餘投慕容廆，慕容廆為其在僑置樂浪郡，以張統為太守，王遵為參軍。